# Chorváty
Chorváty est un village de Slovaquie situé dans la région de Košice.

## Histoire
Première mention écrite du village en 1247.
La localité fut annexée par la Hongrie après le premier arbitrage de Vienne le 2 novembre 1938. En 1938, on comptait 246 habitants. Elle faisait partie du district de Turňa nad Bodvou (hongrois : Tornai járás). Le nom de la localité avant la Seconde Guerre mondiale était Horváty/Horváti. Durant la période 1938 - 1945, le nom hongrois Tornahorváti était d'usage. À la libération, la commune a été réintégrée dans la Tchécoslovaquie reconstituée.

## Démographie

### Évolution de la population
| Année:               | 1994. | 2004.    | 2014.   | 2024. |
| -------------------- | ----- | -------- | ------- | ----- |
| Nombre de personnes: | 113   | 97       | 100     | 99    |
| Différence:          |       | -14,15 % | +3,09 % | -1 %  |

| Année:               | 2023. | 2024. |
| -------------------- | ----- | ----- |
| Nombre de personnes: | 99    | 99    |
| Différence:          |       | +0 %  |